# Les Enfants du divorce
Ne doit pas être confondu avec Les Enfants du divorce (téléfilm).
Pour plus de détails, voir Fiche technique et Distribution.
Les Enfants du divorce (Children of Divorce) est un film américain réalisé par Frank Lloyd et Josef von Sternberg, sorti en 1927.

## Synopsis
Jean Waddington, Ted Larrabee et Kitty Flanders sont des amis d'enfance. Jean et Ted ont tous deux des parents divorcés et, lorsque, devenus adultes, Jean tombe amoureuse de Ted, elle lui demande de faire ses preuves avant d'accepter sa demande en mariage. Il accepte, mais lorsque Kitty donne une soirée dans l'immeuble où il a son bureau, il oublie le travail. Le Prince Ludovico de Saxe, sous la tutelle du Duc de Gondreville, est attiré par Kitty, mais le duc lui interdit toute relation avec elle du fait de sa pauvreté. Un soir où ils ont beaucoup bu, Ted et Kitty se marient, et par désespoir Jean se rend en Europe. Quelque temps plus tard, Kitty et Ted la rejoignent avec leur enfant. Mais Kitty réalise qu'il n'y a pas vraiment d'affection entre elle et Ted, elle prend alors du poison. Après sa mort, Ted retrouve Jean.

## Fiche technique
- Titre original : Children of Divorce
- Titre français : Les Enfants du divorce
- Réalisation : Frank Lloyd et Josef von Sternberg
- Scénario : Hope Loring (en), Louis D. Lighton (en), d'après le roman Children of Divorce d'Owen McMahon Johnson (en)
- Costumes : Travis Banton
- Photographie : Victor Milner
- Montage : E. Lloyd Sheldon (en)
- Production : Jesse L. Lasky, E. Lloyd Sheldon, Adolph Zukor
- Production associée : B. P. Schulberg
- Société de production : Famous Players-Lasky Corporation
- Société de distribution : Paramount Pictures
- Pays de production :  États-Unis
- Langue originale : anglais
- Format : noir et blanc — 35 mm — 1,37:1 — Film muet
- Genre : drame
- Durée : 72 minutes
- Date de sortie :
  - États-Unis : 25 avril 1927

## Distribution
- Clara Bow : Kitty Flanders
- Esther Ralston : Jean Waddington
- Gary Cooper : Edward D. "Ted" Larrabee
- Einar Hanson : Prince Ludovico de Sfax[1]
- Norman Trevor : Duc Henri de Gondreville[2]
- Hedda Hopper : Katherine Flanders
- Edward Martindel : Tom Larrabee
- Julia Swayne Gordon : Princesse de Sfax[1]
- Tom Ricketts : le secrétaire d'État
- Albert Gran : M. Seymour
- Iris Stuart : Mousie
- Margaret Campbell : la mère supérieure
- Percy Williams : Manning
- Joyce Coad (en) : Kitty, enfant
- Yvonne Pelletier : Jean, enfant
- Don Marion : Ted, enfant

## Production
- Josef von Sternberg fut chargé de retourner certaines scènes du film et dirigea notamment la scène de la mort de Kitty[3].